# The Sailor Not the Sea
The Sailor Not the Sea è il quarto album in studio del cantautore belga Ozark Henry, pubblicato nel 2004.

## Tracce
1. La Donna è Mobile – 5:43
2. Indian Summer – 3:47
3. Jocelyn, It's Crazy We ain't Sixteen Anymore – 5:39
4. Give Yourself a Chance With Me – 4:12
5. Vespertine – 4:46
6. At Sea – 5:12
7. Free Haven – 4:42
8. The Sailor Not the Sea – 6:18
9. Cry – 5:32
10. April 4 – 5:02